# Світ книги (Прага)
«Світ книги» (англ. Book World [bʊk wɜː(r)ld]) — міжнародний ярмарок книг, видавництв та друкарень, який щорічно проводять на початку травня на Празькому виставковому майданчику; це найбільша книжкова подія у Чехії, у якій беруть участь експоненти та гості з понад 30 країн та регіонів світу, а супутня програма охоплює 400 подій.

## Теми та гості кожного року

### 12-й ярмарок (2006)
Відбувався з 4 по 7 травня 2006 року. Головною темою була література країн Північної Європи, Центральна експозиція представила літературу Латвії.

### 13-й ярмарок (2007)
Відбувався з 3 по 6 травня 2007 року. Головною темою була «Література та мультимедіа». Центральна експозиція «Відкриття майбутнього через читання» представила німецькомовну літературу.

### 14-й ярмарок (2008)
Відбувався з 24 по 27 квітня 2008 року. Почесним гостем була Іспанія.

### 15-й ярмарок (2009)
Відбувався з 14 по 17 травня 2009 року. У зв’язку з чинним головуванням Чехії в Європейському Союзі головною темою стала «27 із 27 / Європа в літературі / література в Європі», а центральна експозиція була присвячена російській літературі.

### 16-й ярмарок (2010)
Відбувався з 13 по 16 травня 2010 року. Почесним гостем була Польща.

### 17-й ярмарок (2011)
Відбувався з 12 по 15 травня 2011 року. Почесним гостем була Саудівська Аравія.

### 18-й ярмарок (2012)
Відбувався з 17-го по 20-те травня 2012 року. Темами були література Чорноморського регіону та комікси. Почесним гостем була Румунія.

### 19-й ярмарок (2013)

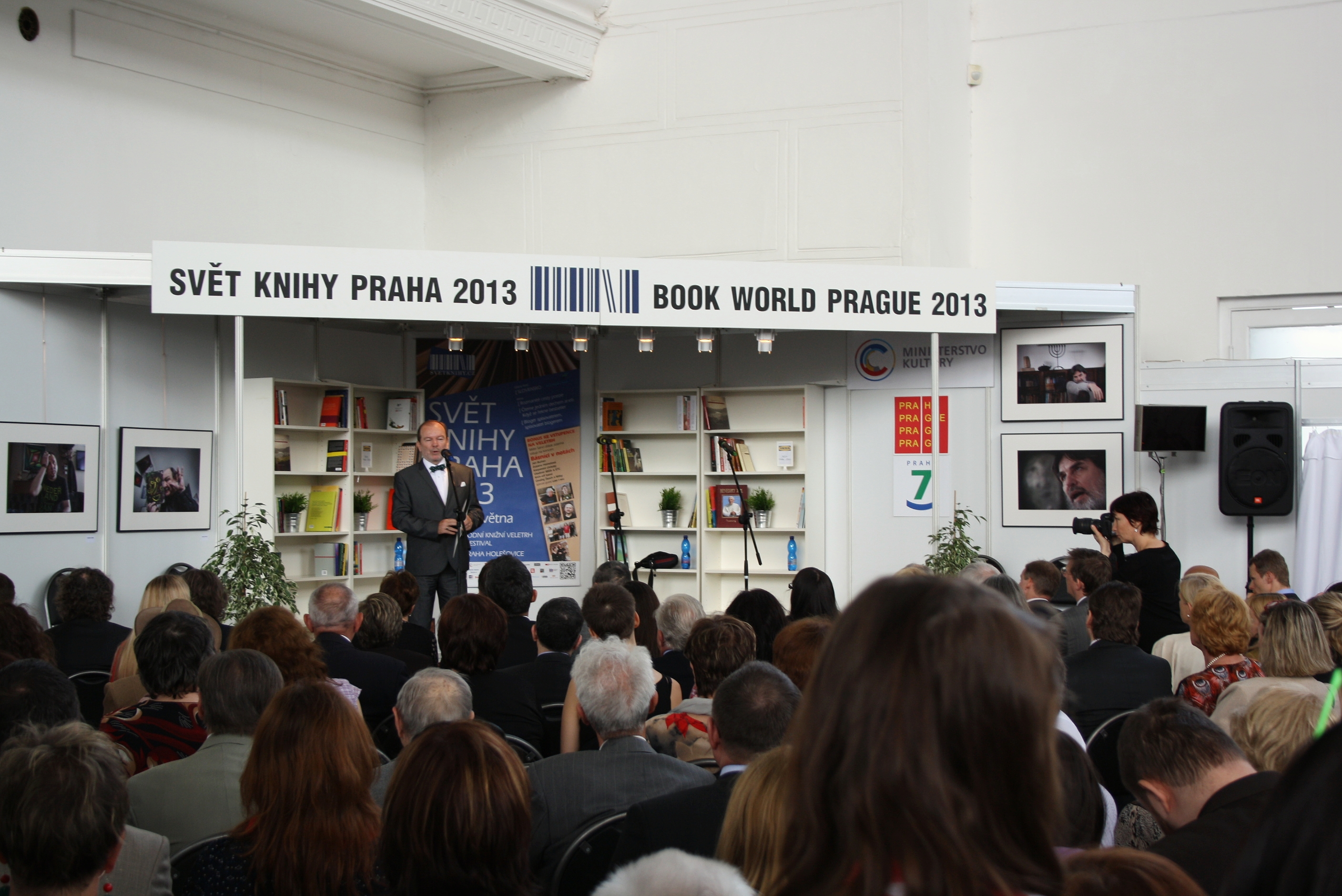
Світ книги 2013

Тривав з 16 по 19 травня 2013 року. Теми були такі: «Різноманітні шляхи поезії», «Читання на одному диханні або Коли йдеться про бестселер» та «Блогер як письменник, письменник як блогер»; Почесним гостем була Словаччина.

### 20-й ярмарок (2014)
Відбувався з 15 по 18 травня 2014 року. Теми були: «Читання на одному диханні II». Фентезі та наукова фантастика», «Скільки форм має книга?» та «Відображення історії в літературі». Почесним гостем була Угорщина.

### 21-й ярмарок (2015)
Відбувався з 14 по 17 травня 2015 року. Теми були: «Фотографія та книга», «Чемпіони світу з книги для юних читачів» та «Літературна діаспора та чехи у світі». Почесним гостем був Єгипет.

### 22-й ярмарок (2016)
Відбувався з 12 по 15 травня 2016 року. Теми були: «Феномен злочинності» та «Місто як літературний фон». Почесним гостем були країни Північної Європи.

### 23-й ярмарок (2017)
Відбувався з 11 по 14 травня 2017 року. Теми: «Genius loci in» література / Місце в головній ролі», «Книга як об’єкт» та «Аудіокниги».

### 28-й ярмарок (2023)
Захід відбувався з 11 до 14 травня 2023 року; тема — «Автори без кордонів», і цього разу жодна країна не мала ролі почесного гостя.

### Зовнішні посилання
- Офіційний веб-сайт ярмарку
- Світ книг 2008
- Світ книг 2009
- Світ книг 2010
- Світ книг 2011
- Світ книг 2012
- Світ книг 2013
- Світ книг 2014
- Світ книг 2015
- Світ книги 2017
- Світ книг 2019

- «Світ книги» у Празі: Як Чехія й Україна стали єдиними у спільних цінностях 16.06.2022
- Чеський книжковий ярмарок «Світ книги» припиняє співпрацю з видавцями РФ 03.03.2022
- Україна представлена на Празькому книжковому ярмарку «авангардним» стендом 10.05.2019
- Празький книжковий ярмарок «Світ книги» вперше з українською програмою 29.05.2018